# Bo Poraj
Bohdan Poraj-Pstrokonski, detto Bo (1973), è un attore britannico.

## Biografia
Figlio di genitori polacchi che si trasferirono nel Regno Unito prima ancora che nascesse. Studia recitazione al RADA. Sposato dal 2004 con Natasha Little, ha due figli: Gabriel, nato nel 2004, e Joel, nato nel 2009.
Poraj è inoltre ricordato per il ruolo di Michael nella sit-com britannica della BBC Miranda.

## Filmografia
- Sbirri da sballo (1995)
- Wycliffe (1997)
- Casualty (1997)
- EastEnders (2004)
- Murder Prevention (2004)
- The Inspector Lynley Mysteries (2005)
- The Golden Hour (2005)
- Alex Rider: Stormbreaker (2006)
- Waking the Dead (2007)
- Holby City (2007)
- Doctors (2003-2009)
- The Thick of It (2009)
- Miranda, serie TV (2012-2015)
- Vicious (2013)
- The Musketeers (2014-2015)